# Mercedes-Benz Classe CLK
Pour un article plus général, voir Liste des véhicules Mercedes-Benz.
La Mercedes-Benz Classe CLK (C pour Coupé, L pour Leicht (léger), K pour Kurz (court)) est une série d' automobiles de type coupé/cabriolet produite par le constructeur automobile allemand Mercedes-Benz entre 1997 et 2009. Sa conception repose sur la plate-forme de la Classe C, tout en reprenant les traits stylistiques des coupés de la Classe E auxquels elle succède à la fin des années 1990. Les premiers développements et concepts furent élaborés au début des années 1990, avant d'être présentés en 1993 au Salon de l'Automobile de Genève. Elle occupe une place intermédiaire entre les roadster des classes SL et SLK, et les berlines routières des classes C, E, et S.
La première génération de coupé (CLK phase I) est commercialisée à partir de 1997 (W208 / C208), suivie en 1998 par la version cabriolet, puis la seconde (CLK phase II) en 2002 (W209 / C209), suivie par sa version cabriolet en 2003. Entre 1997 et fin 2009, plus de 650 000 véhicules ont été produits, dans les différentes déclinaisons essence, diesel (à partir de 2002), coupé, cabriolet, faisant du modèle une vedette des ventes de la marque. La classe CLK fut la première série de coupé loisir / plaisir de la marque Mercedes à se voir dotée d'un moteur diesel, mariage jugé comme particulièrement réussi par la presse spécialisée de l'époque. Elle était commercialisée au prix initial d'environ 40 000€.
Fin 2009, la classe CLK fut remplacée par la « Classe E Coupé » et la « Classe C Coupé » est sortie en 2011, mettant fin au concept de coupé à cheval sur deux gammes (l'alliance d'un châssis de Classe C avec un style de Classe E, propulsée par des motorisations empruntées aux deux plateformes).

## Historique

### Origines et segment commercial
La classe CLK succède au précédent coupé/cabriolet de Mercedes, construit jusqu'à fin 1996, qui était basé sur le modèle W124, issu de la Classe E et était considéré comme un véhicule de la classe moyenne supérieure. La CLK était quant à elle basée sur la Classe C, qui se situait dans la catégorie moyenne ; dans la première génération, son style extérieur renvoyait directement aux signatures visuelles à la Classe E W 210. Les abréviations L et K avaient déjà été introduites par le passé dans les gammes Mercedes-Benz, notamment sur le SLK (sport-léger-court) ainsi que sur le SL (super-léger).

## 1regénération - Type 208(1997 - 2003)
La 208 reprend la face de la Classe E W210 mais elle repose sur le châssis de la Classe C W202. Trois types de motorisations sont disponibles : 4 cylindres en ligne, V6 et V8. En 1998 apparaît la version cabriolet A208 avec une capote en toile. Cette dernière n'est pas entièrement automatique, une poignée à l'intérieur doit être déverrouillée afin d'engager son déploiement. Près de 350 000 exemplaires de la CLK I furent vendus.

### Première production
La version originale de la CLK a été produite de juin 1997 à août 1999 et existait dans les variantes de base Sport (pas de supplément de prix) et Élégance.
Elle proposait une large gamme d'options électroniques et de systèmes périphériques dédiés au confort et à la performance : boîte automatique à 5 vitesses (avec régulateur de vitesse), attelage de remorque, ESP pour les moteur six cylindres, rétroviseurs intérieurs et extérieurs à anti-éblouissement et à rabattement automatique, climatisation bi-zone automatique, sièges à mémoire de configuration, aides au stationnement Parktronic, capteur de pluie et lave-glace automatique, lave-glace chauffé, toit ouvrant coulissant et relevable, sièges chauffants ou phares au xénon.

La CLK phase I avant facelift
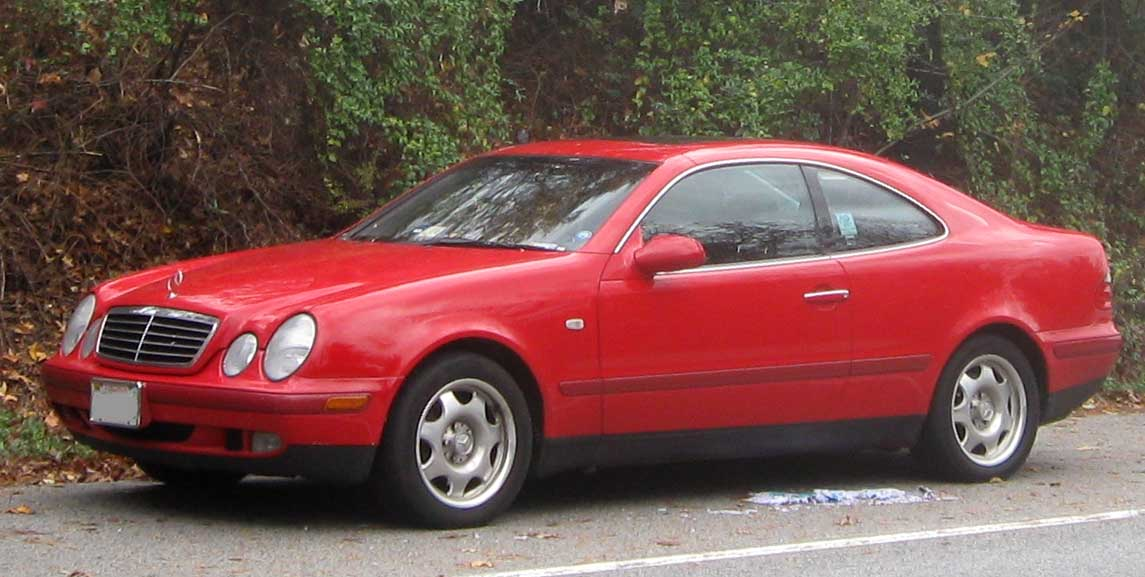
C208 - vue avant (CLK 320)
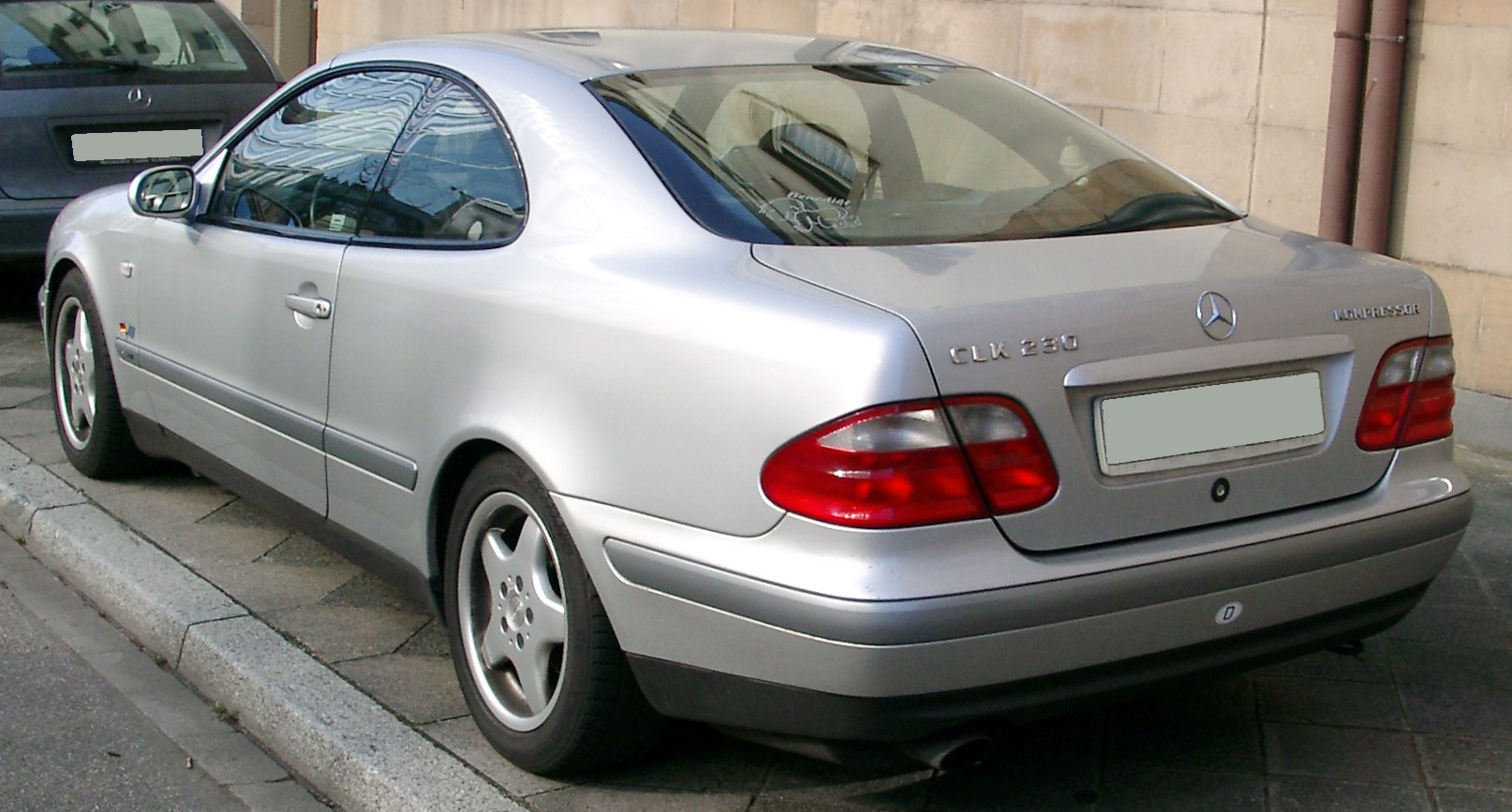
C208 - vue arrière
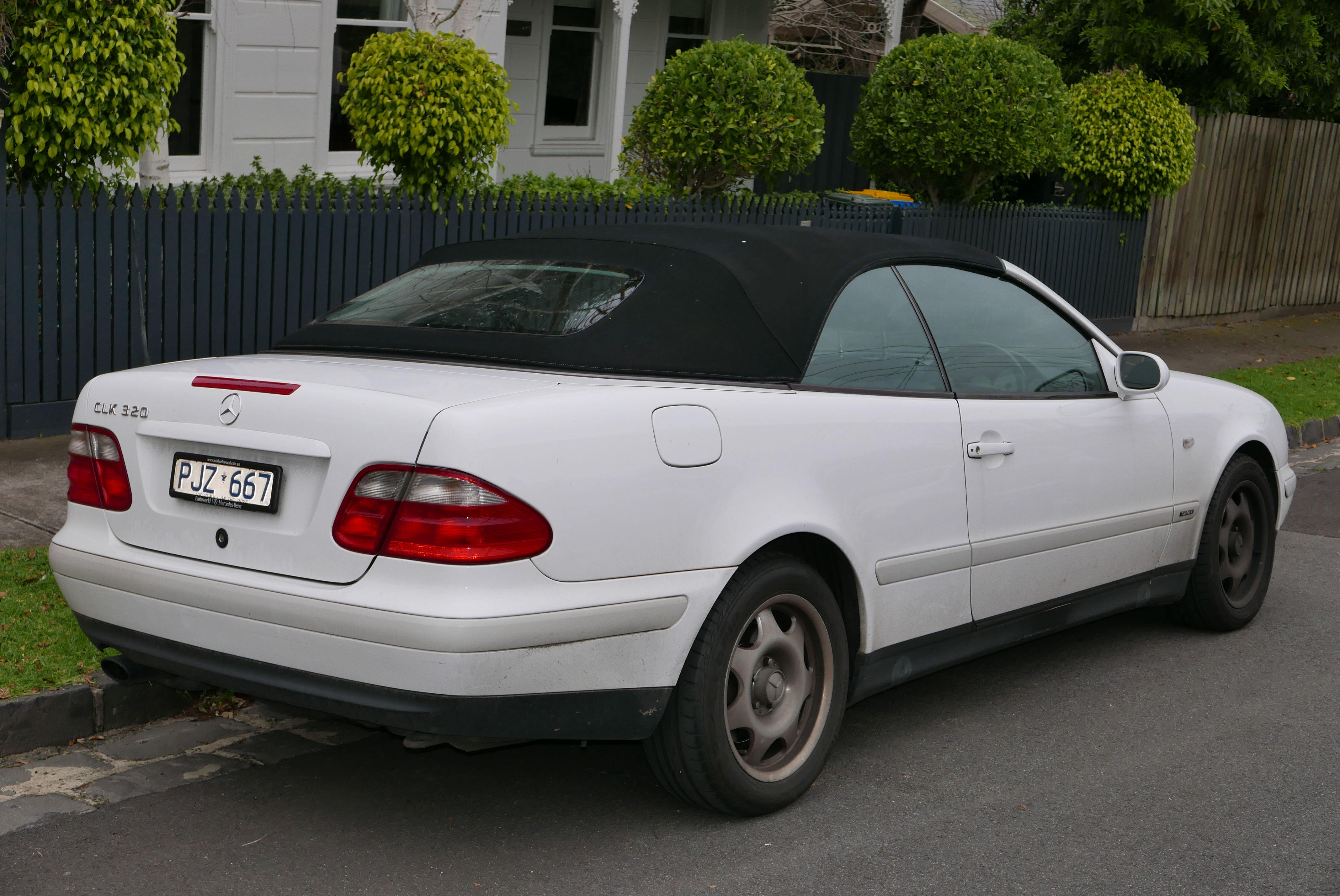
A208 - vue arrière (CLK 320 finition Sport)

### Deuxième production et restylage
La Type 208 subit en 1999 un restylage, le pack d'équipement Sport fut alors supprimé, seules les finitions Élégance et Avantgarde (qui succède à la finition Sport) demeurant commercialisées. À partir de 2000, les nouveaux moteurs quatre cylindres en ligne de Mercedes sont disponibles sur le modèle.
De nouveaux équipements électroniques s'ajoutent à la liste déjà disponible : le volant multifonctions fait son entrée, l'ESP devient commun à toutes les motorisations, la boîte de vitesses mécanique à six rapports fait son entrée. Le véhicule peut désormais être équipé d'un ordinateur de bord avec, par exemple, l'affichage de la consommation instantanée, ou la possibilité de disposer d'un combiné téléphonique intérieur. Les rétroviseurs extérieurs sont modifiés et comportent désormais des clignotants intégrés. Le Pack AMG (pièces de performance et look plus sportif) fait son entrée à cette occasion.

la CLK phase I après facelift
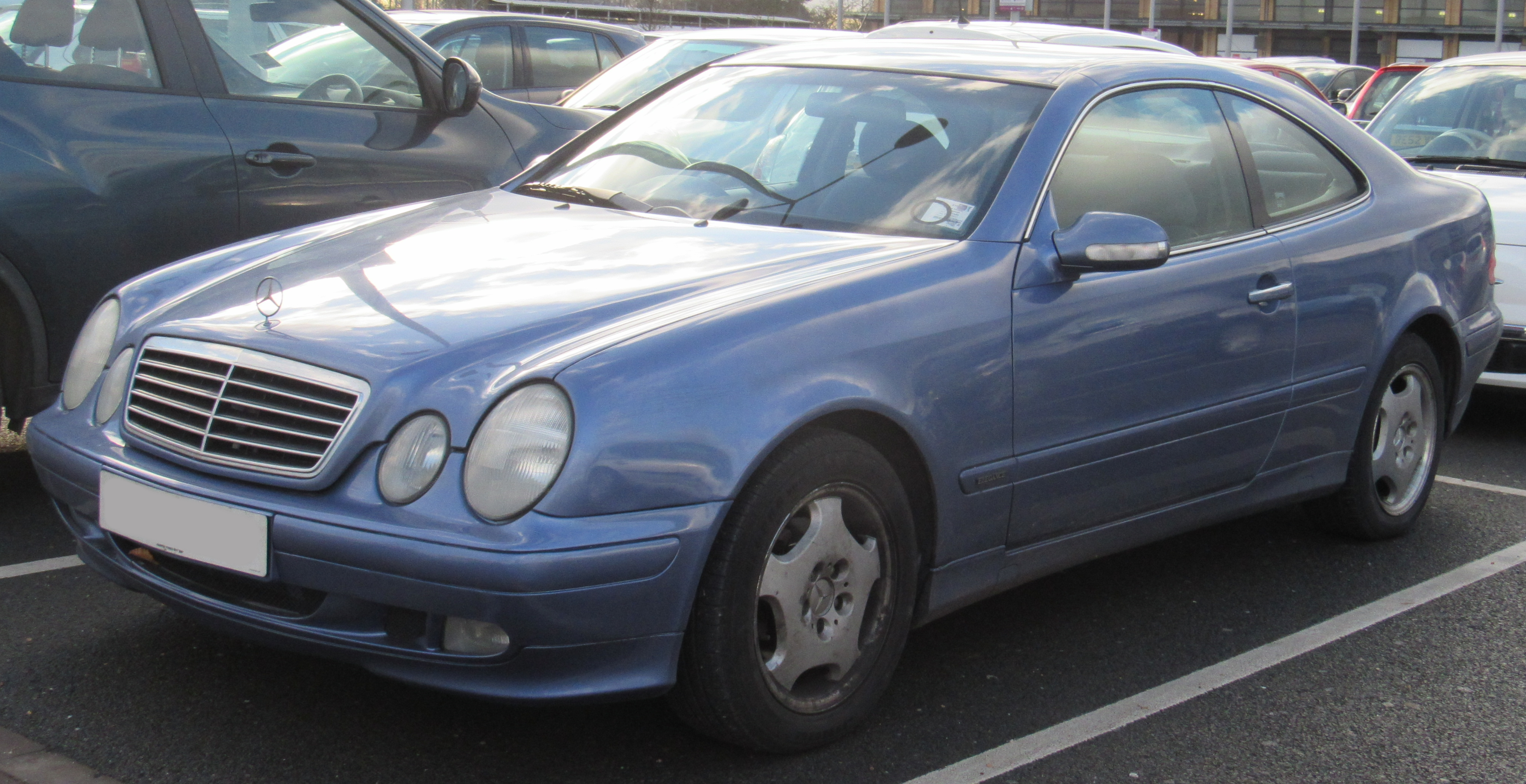
C208 - vue avant (CLK 200 Élégance)
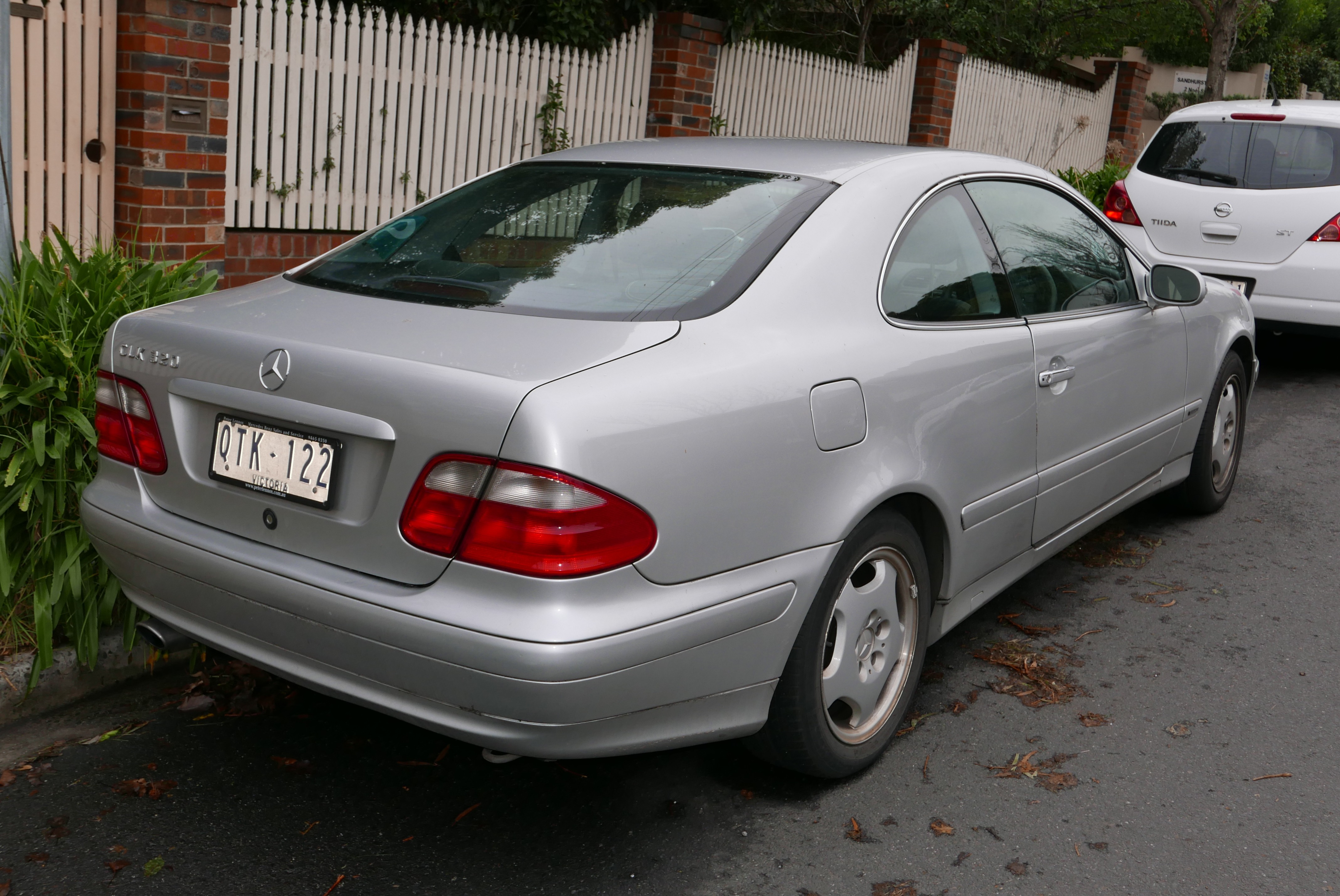
C208 - vue arrière (CLK 320 Élégance)
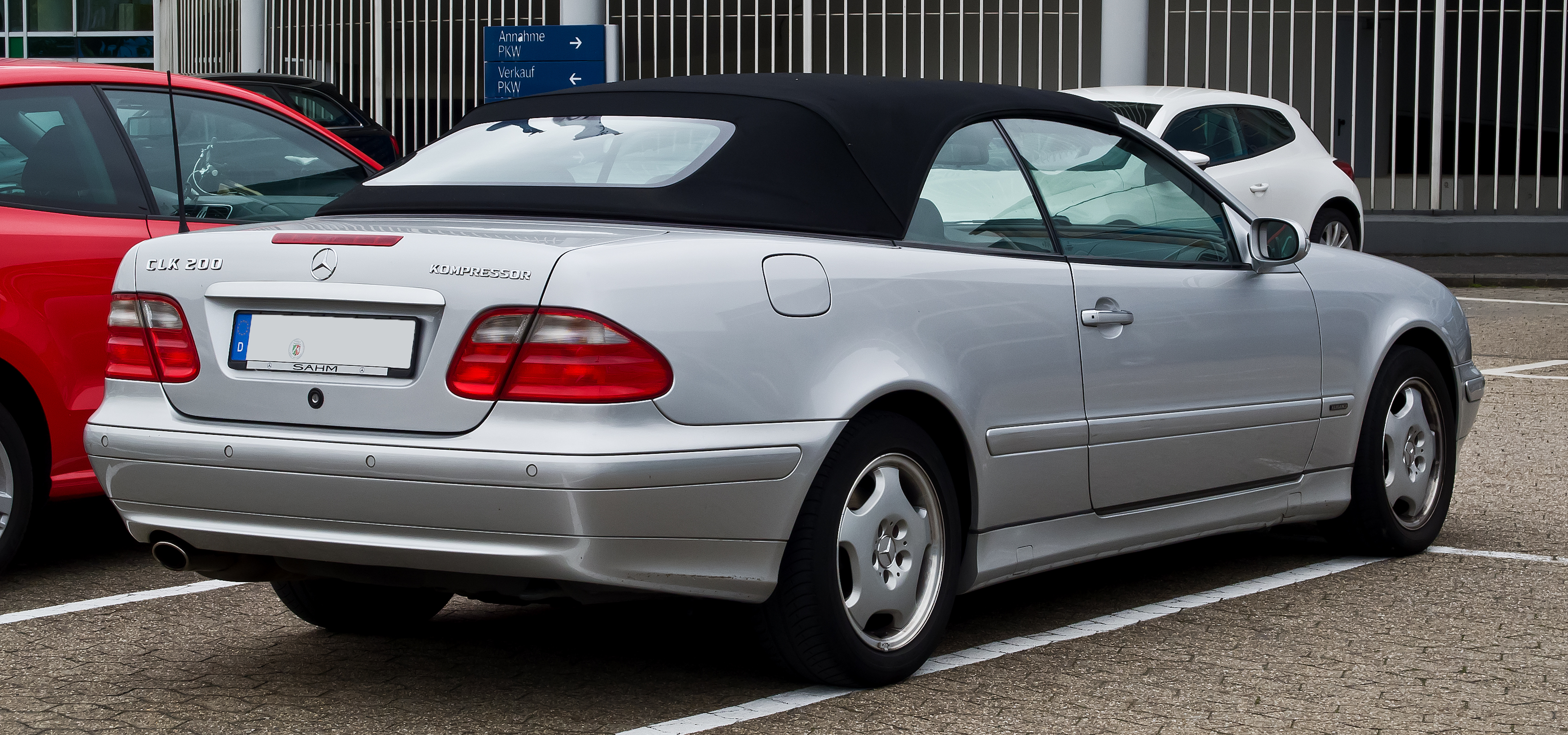
A208 - vue arrière (CLK 200 Kompressor Élégance)

### CLK 55 AMG (I)
Le restylage de la phase I de la classe CLK est assorti en août 1999 de la sortie de la CLK 55 AMG, une version ultra-performante, sportive, musclée, de la CLK, dotée d'un moteur V8 de 5,4 litres assemblé à la main. La liste des équipements de performance destinés au modèle comprend notamment un vilebrequin renforcé en acier forgé, des bielles et des pistons forgés, un V8 à simple arbre à cames en tête entraîné par chaîne spécifique à AMG, chaque cylindre est doté de deux soupapes d'admission et d'une soupape d'échappement, alimenté par 8 bobines et 16 bougies (deux bougies par cylindre). Il est muni d'un collecteur d'admission à double résonance avec des canaux accordés permettant de créer un couple et une puissance optimisés en tirant parti de deux fréquences de résonance des cylindres pour augmenter les performances. Le moteur présente un taux de compression élevé. Toutes ces technologies avancées permettent de délivrer une puissance de 362 ch (270 kW) et un couple de 510Nm.
La CLK 55 AMG est par ailleurs dotée d'une boîte automatique renforcée à 5 vitesses, destinée à l'origine aux moteurs V12 des plus puissantes classe S de la marque. Elle est contrôlée électroniquement, et est destinée à être plus robuste que celle du CLK 430, autre motorisation V8 disponible sur ce modèle.

### Voiture de sécuritépour laFormule 1
Une version spécialement modifiée de la CLK 55 AMG fut utilisée à partir de la saison 1997 de la F1 comme voiture de sécurité. Elle a également servi de base à la version encore plus modifiée destinée à courir la Targa Tasmania (en) en 2001.

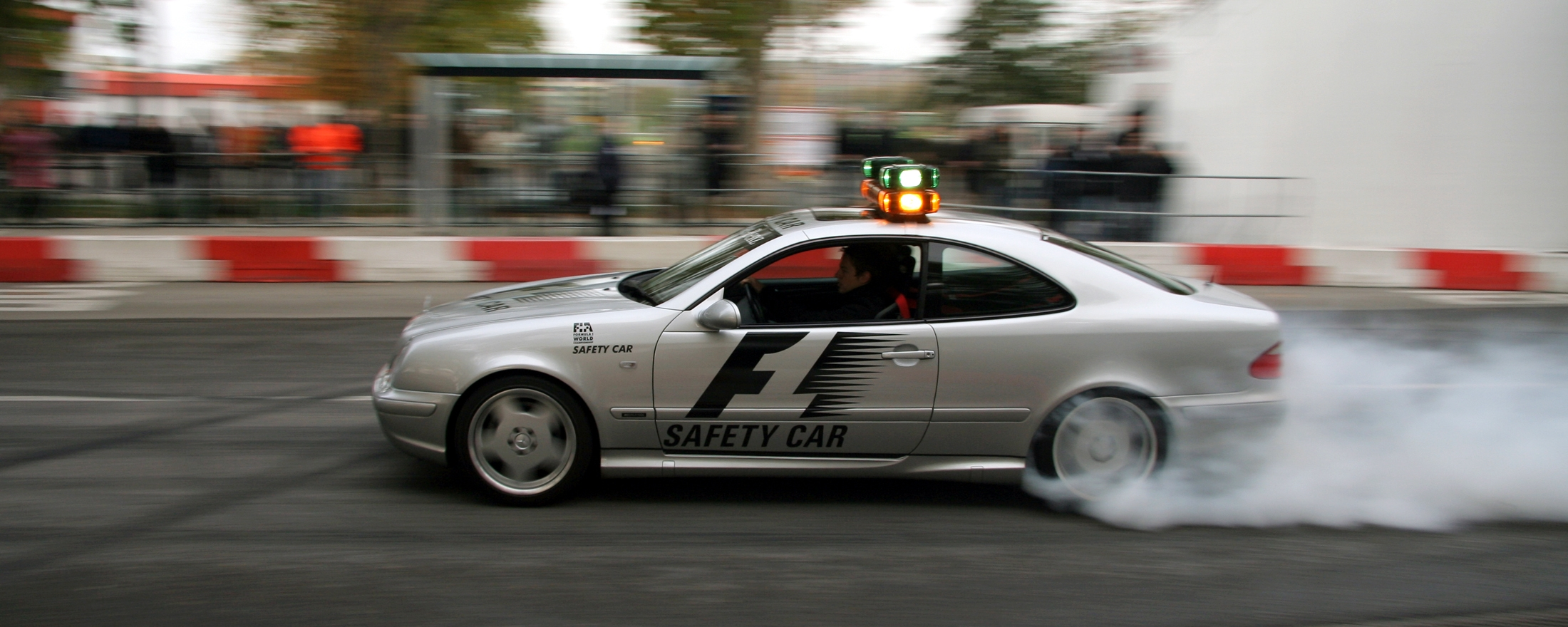
La CLK 55 AMG phase I et sa livrée de safety car de F1

### Production et ventes

#### Chiffres de production 1997-2003

##### C 208 ( Coupé )
CLK 200 (136 ch / 100 kW) : 45 890 unités
CLK 200K (192 ch / 141 kW) : 36 500 unités (export)
CLK 200K (163 ch / 120 kW) : 24 639 unités
CLK 230K (193 ch / 142 kW) : 49 000 unités
CLK 230K (197 ch / 145 kW) : 14 555 unités
CLK 320 (218 ch / 160 kW) : 68 778 unités
CLK 430 (279 ch / 205 kW) : 22 660 unités
CLK 55 AMG (347 ch / 255 kW) : 3 381 unités

##### A 208 (Cabriolet)

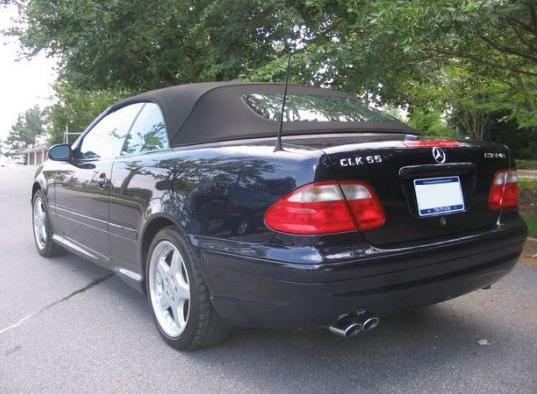
Un cabriolet A208 - CLK 55 AMG, série limitée aux commandes spéciales

CLK 200 (136 ch / 100 kW) : 9 000 unités
CLK 200K (163 ch / 120 kW) et (192 ch / 141 kW, version d'export) : 10 300 unités
CLK 230K (193 ch / 142 kW) : 19 700 unités
CLK 320 (218 ch / 160 kW) : 32 500 unités
CLK 430 (279 ch / 205 kW) : 12 200 unités
CLK 55 AMG (347 ch / 255 kW) : 400 unités (uniquement sur demande spéciale)
La CLK 55 AMG Cabriolet n'était pas commercialisée dans les catalogues réguliers et ne pouvait être commandée que directement par des clients sélectionnés par Daimler-Benz.

### Motorisations et variantes de la phase I
| Modèle                    | Moteur                    | Cylindrée                 | Soupapes                  | Puissance                     | Couple                    | Vitesse maximale          | 0–100 km/h                | Dates de commercialisation | Variantes                 |
| L4 (4 cylindres en ligne) | L4 (4 cylindres en ligne) | L4 (4 cylindres en ligne) | L4 (4 cylindres en ligne) | L4 (4 cylindres en ligne)     | L4 (4 cylindres en ligne) | L4 (4 cylindres en ligne) | L4 (4 cylindres en ligne) | L4 (4 cylindres en ligne)  | L4 (4 cylindres en ligne) |
| ------------------------- | ------------------------- | ------------------------- | ------------------------- | ----------------------------- | ------------------------- | ------------------------- | ------------------------- | -------------------------- | ------------------------- |
| CLK 200                   | M111 E20                  | 1 998 cm3                 | 16                        | 100 kW / 136 ch à 5500 tr/min | 190 Nm à 3700–4500 tr/min | 208 km/h                  | 11 s                      | 06/1997–06/2000            | Coupé, Cabriolet          |
| CLK 200K                  | M111 E20 ML EVO           | 1 998 cm3                 | 16                        | 120 kW / 163 ch à 5300 tr/min | 230 Nm à 2500–4800 tr/min | 223 km/h                  | 9,1 s                     | 06/2000–05/2003            | Coupé, Cabriolet          |
| CLK 200K                  | M111 E20 ML               | 1 998 cm3                 | 16                        | 141 kW / 192 ch à 5300 tr/min | 270 Nm à 2500–4800 tr/min | 233 km/h                  | 8,4 s                     | 06/1997–08/1999            | Coupé, Cabriolet          |
| CLK 230K                  | M111 E23 ML               | 2 295 cm3                 | 16                        | 142 kW / 193 ch à 5300 tr/min | 280 Nm à 2500–4800 tr/min | 234 km/h                  | 8,4 s                     | 06/1997–06/2000            | Coupé, Cabriolet          |
| CLK 230K                  | M111 E23 ML EVO           | 2 295 cm3                 | 16                        | 145 kW / 197 ch à 5500 tr/min | 280 Nm à 2500–5000 tr/min | 236 km/h                  | 7,9 s                     | 06/2000–05/2003            | Coupé, Cabriolet          |
| V6 (6 cylindres en V)     |                           |                           |                           |                               |                           |                           |                           |                            |                           |
| CLK 320                   | M112 E32                  | 3 199 cm3                 | 18                        | 160 kW / 218 ch à 5700 tr/min | 310 Nm à 3000–4600 tr/min | 240 km/h                  | 7,4 s                     | 06/1997–05/2003            | Coupé, Cabriolet          |
| V8 (8 cylindres en V)     |                           |                           |                           |                               |                           |                           |                           |                            |                           |
| CLK 430                   | M113 E43                  | 4 266 cm3                 | 24                        | 205 kW / 279 ch à 5750 tr/min | 400 Nm à 3000–4400 tr/min | 250 km/h                  | 6,5 s                     | 06/1998–05/2003            | Coupé, Cabriolet          |
| CLK 55 AMG                | M113 E55                  | 5 439 cm3                 | 24                        | 255 kW / 347 ch à 5500 tr/min | 510 Nm à 3000–4300 tr/min | 250 km/h                  | 5,4 s                     | 08/1999–06/2002            | Coupé                     |

## 2egénération - Type 209(2002 - 2010)
La production de la phase I de la CLK s'arrête en juin 2002 pour être définitivement remplacée par la phase II, portant la dénomination W209 / C209 / A209 (cabriolet). La phase II de la CLK, en production jusqu'en 2010, fut assemblée dans l'usine Daimler de Brême pour les coupés et chez Karmann à Osnabrück pour les cabriolets. Près de 360 000 exemplaires de la CLK II furent vendus. Mercedes innove alors en proposant, en plus des L4, V6, et V8 essence, des motorisations L4, L5, et V6 diesel (à partir de 2005), relativement inédites sur des voitures premium estampillées "plaisir" et "sport". Rapidement après sa sortie, la CLK phase II est élue « Plus belle voiture de l’année 2003 ».

### Conception et réception par le public

La CLK II (W209)
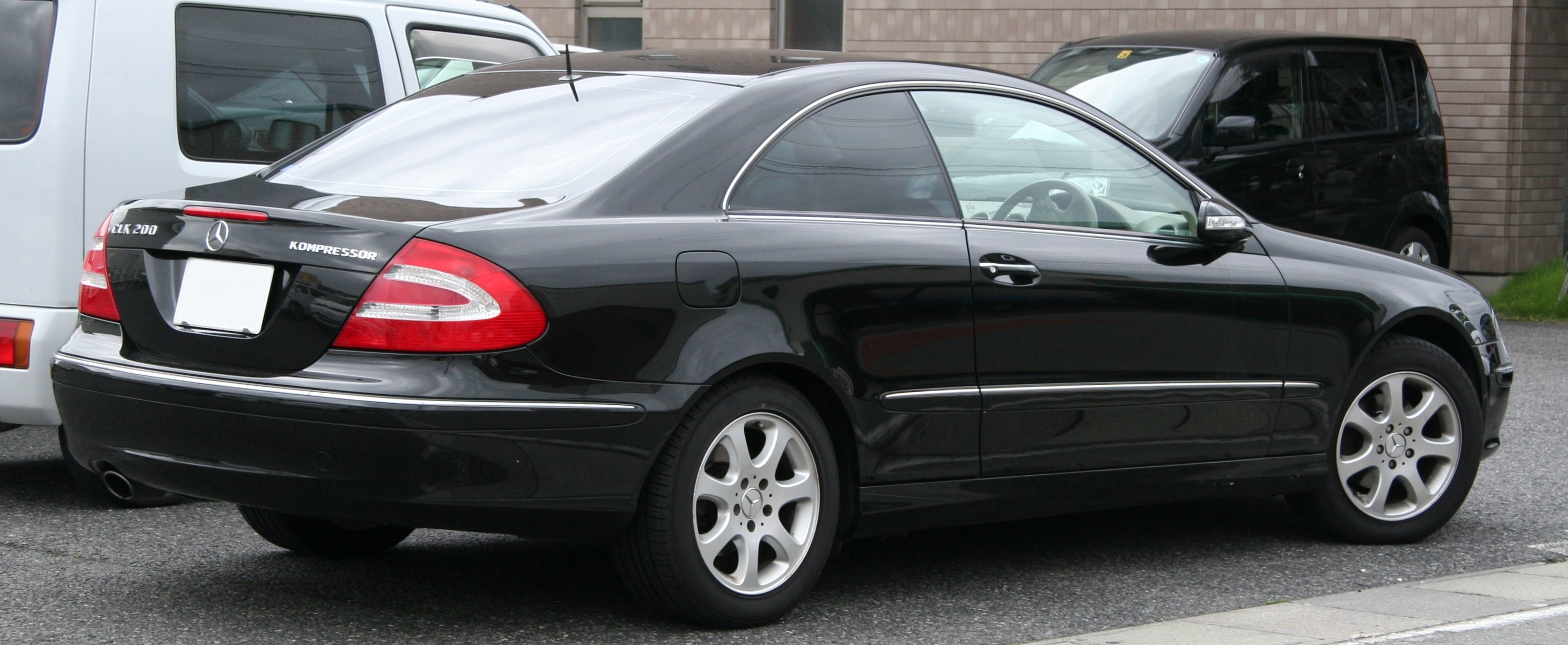
C209 coupé
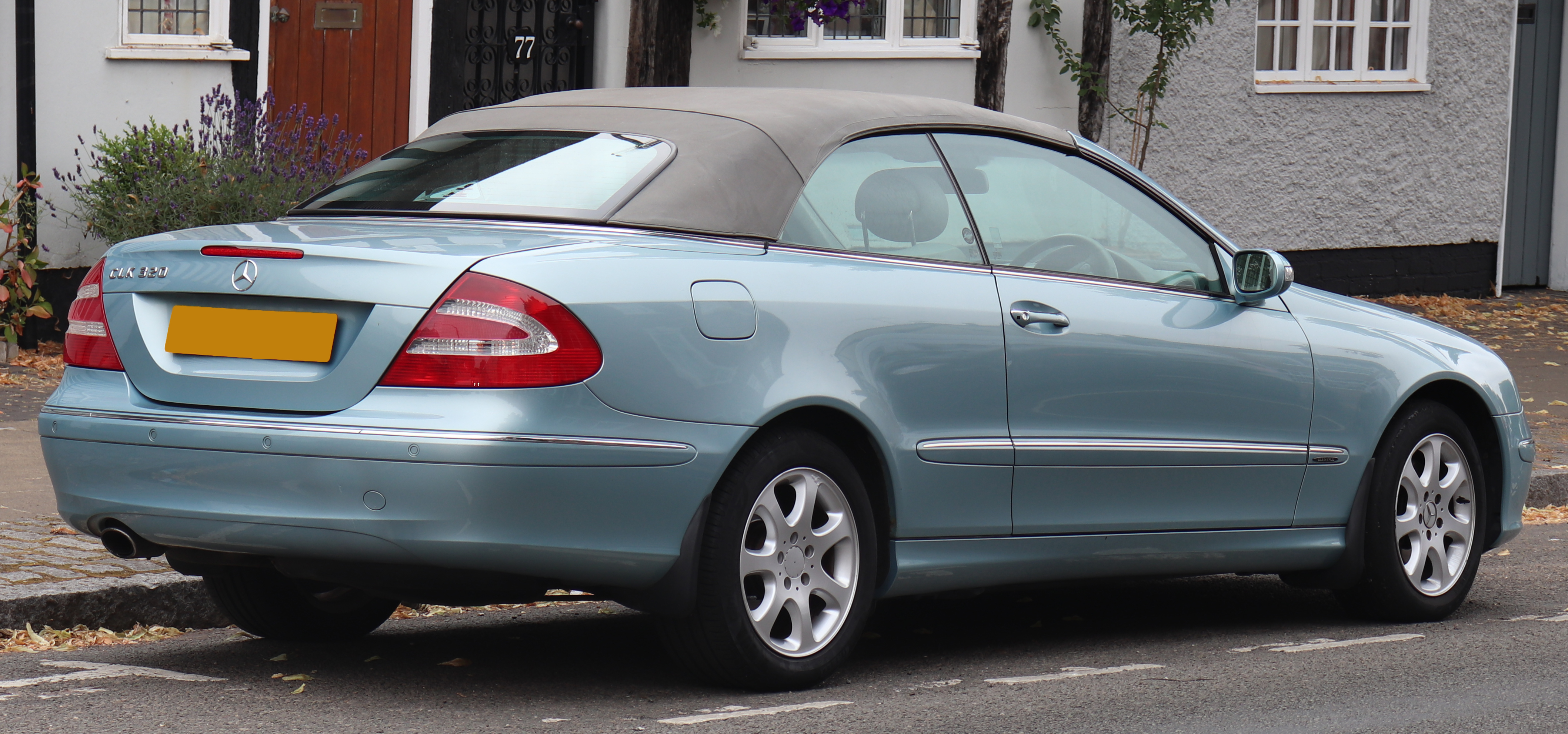
A209 cabriolet
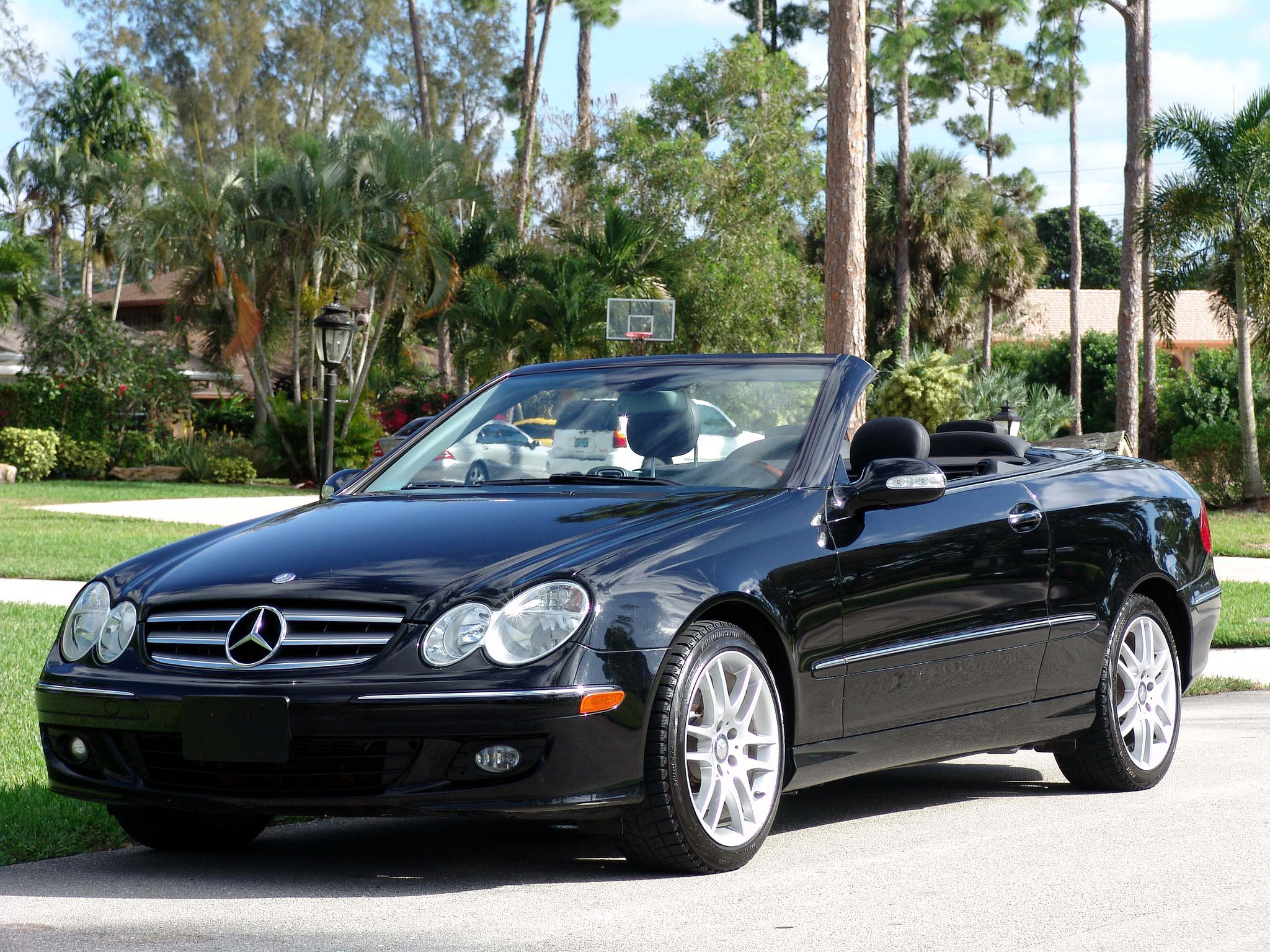
A209 cabriolet capote ouverte
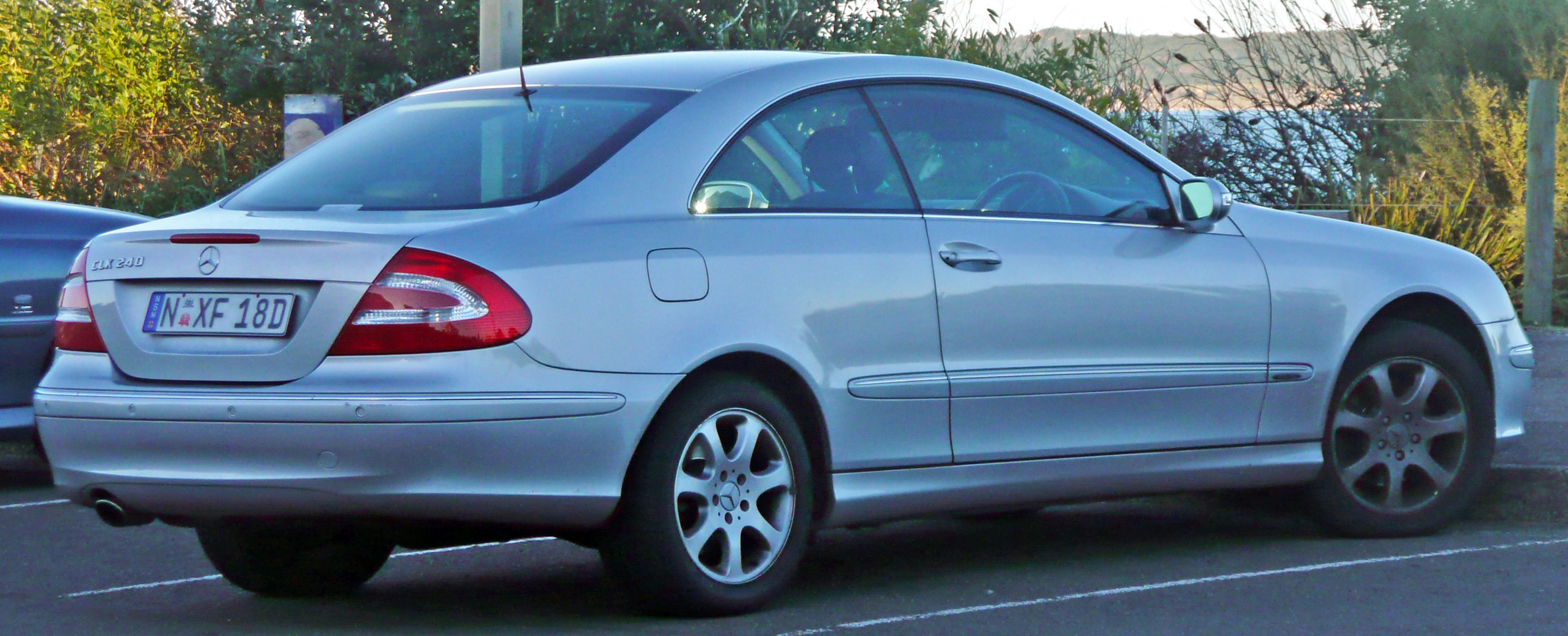
C209

La Mercedes CLK W209, repose sur le châssis de la classe C W203 et non sur celui de la W202 qui servait de base à la CLK première phase. Le restylage important qui est opéré sur le véhicule lui donne un air résolument plus moderne, sportif. Il est doté une nouvelle calandre, d'un nouvel arrière plus anguleux, et de phares avant circulaires et jointifs dont la signature visuelle fut longtemps une marque commune aux modèles des différentes gammes Mercedes du début des années 2000. De plus, ce coupé à cheval sur les Classe C et les Classe E, revient aux fondamentaux notamment par l’absence de montant central entre les portes avants et la partie arrière de l’habitacle, ce qui fait qu’une fois les 4 vitres baissées, la voiture conserve la pureté originelle de ses lignes, savant mélange entre classicisme et dynamisme, qui rendent cette voiture intemporelle, comme toutes les belles Mercedes-Benz.
La principale nouveauté dans la gamme provient des moteurs diesel à injection directe par rampe commune (système Common Rail, désignée sous le nom de CDI chez Mercedes-Benz), ainsi que par une mise à jour de tous les moteurs essence, notamment les moteurs V6 et V8 (M112/113) réputés pour leur fiabilité et leur agrément de conduite, et équipant le CLK II 240 et 320, ainsi que le CLK II 500, nouvellement introduit pour remplacer le CLK I 430.

### Restylage / facelift de 2005 et nouvelles motorisations
La CLK II subit un restylage important courant 2005, avec comme changements notables, un nouveau dessin des feux arrière et un dessin de parechoc avant dynamisé. C’est cependant à l’intérieur que le changement est le plus notable, du fait de l'adjonction d'une toute nouvelle console centrale, revue et modernisée.
Les motorisations sont elles aussi renouvelées : une nouvelle génération de moteurs V6 et V8 essence fait son apparition, les blocs M272/273 remplaçant ainsi les M112/113 plus anciens. Le V6 équipe ainsi la CLK II 280 et 350, et le V8 la CLK II 500. Ces nouveaux blocs moteurs portent les performances des modèles les plus puissants à près de 388ch pour le CLK II 500 équipé du M273. Malheureusement ces moteurs ont connu des soucis importants de conception, accusant de nombreux défauts pouvant entraîner des casses moteurs.

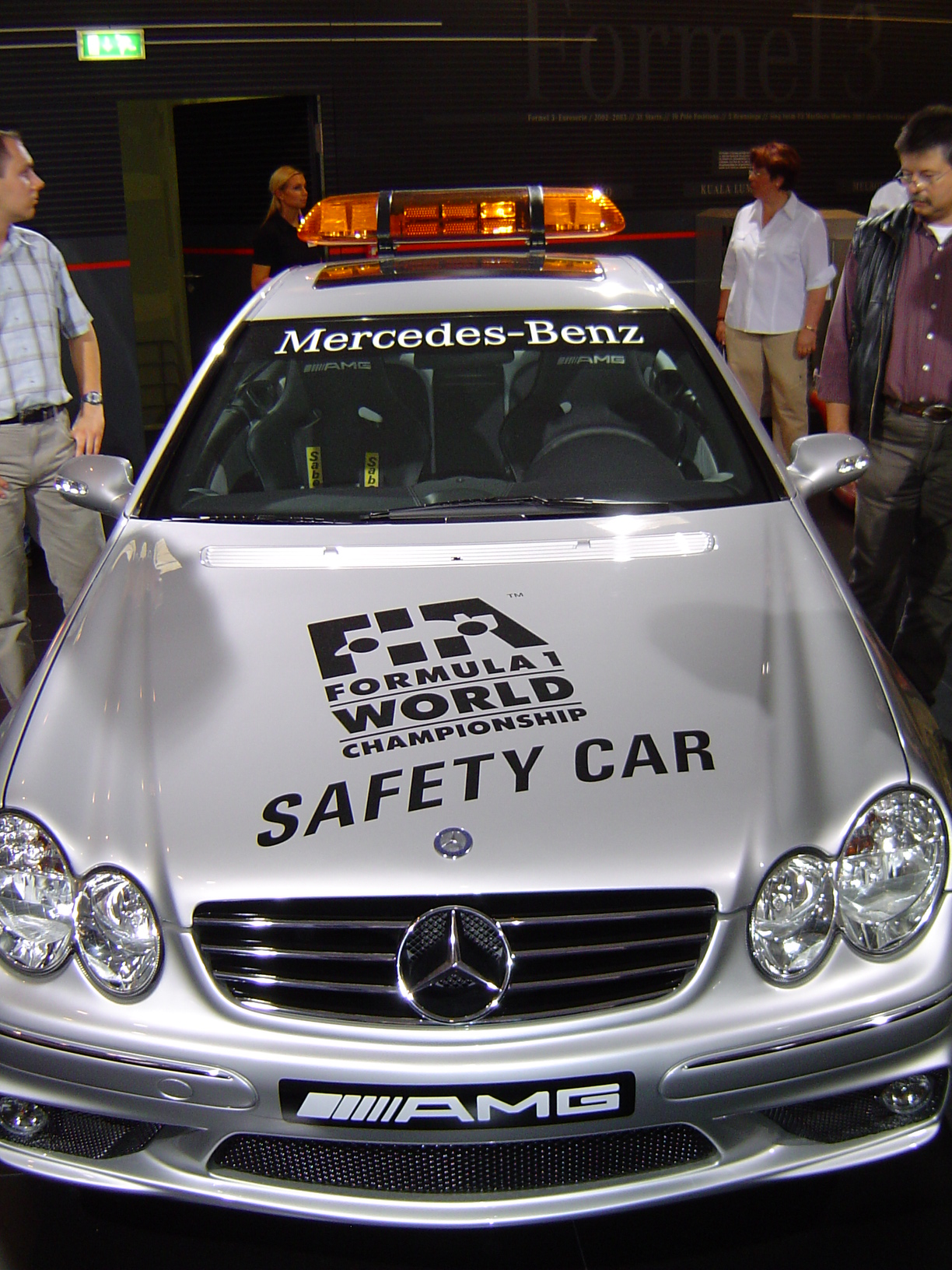
Une CLK II 55 AMG en livrée de safety car

Pour les diesels, peu de changement, à l'exception de l'introduction d'une version CLK II 220 CDI, et d'un V6 diesel, équipant la CLK II 320 CDI.

### CLK II 55 AMG et CLK II 63 AMG
Le préparateur AMG propose dès la sortie de la phase II des versions mises à jour du CLK 55 AMG, équipées du M113 E55 EVO développant 367ch. Par la suite d'autres versions survitaminées de la CLK II furent développées par le préparateur performance de Mercedes : la CLK 63 AMG dotée d'un V8 e 6,2L de cylindrée, puis par la suite un modèle attaché aux « Black Series », disponible en 63 AMG, développant dans la version de course équipant la Mercedes-Benz CLK DTM, près de 582ch.

### Voiture de sécuritépour laFormule 1
Les CLK 55 AMG W209 succèdent aux W208 dans leur rôle de safety car pour les grands prix de F1.

### Motorisations et variantes de la phase II

#### Motorisations essence
| Modèle                    | Moteur                    | Cylindrée                 | Soupapes                  | Puissance                     | Couple                    | Vitesse maximale                                                                   | 0–100 km/h                        | Dates de commercialisation | Variantes                 |
| L4 (4 cylindres en ligne) | L4 (4 cylindres en ligne) | L4 (4 cylindres en ligne) | L4 (4 cylindres en ligne) | L4 (4 cylindres en ligne)     | L4 (4 cylindres en ligne) | L4 (4 cylindres en ligne)                                                          | L4 (4 cylindres en ligne)         | L4 (4 cylindres en ligne)  | L4 (4 cylindres en ligne) |
| ------------------------- | ------------------------- | ------------------------- | ------------------------- | ----------------------------- | ------------------------- | ---------------------------------------------------------------------------------- | --------------------------------- | -------------------------- | ------------------------- |
| CLK 200 Kompressor        | M271 E18 ML               | 1 796 cm3                 | 16                        | 120 kW / 163 ch à 5500 tr/min | 240 Nm à 3000 tr/min      | Coupé: 230 km/h / Cabriolet : 225 km/h                                             | Coupé : 9,3 s / Cabriolet : 9,8 s | 09/2002–09/2006            | Coupé, Cabriolet          |
| CLK 200 Kompressor        | M271 E18 ML               | 1 796 cm3                 | 16                        | 135 kW / 184 ch à 5500 tr/min | 250 Nm à 2800-5000 tr/min | Coupé : 237 km/h / Cabriolet : 231 km/h                                            | Coupé : 8,8 s / Cabriolet : 9,3 s | 10/2006–03/2010            | Coupé, Cabriolet          |
| V6 (6 cylindres en V)     |                           |                           |                           |                               |                           |                                                                                    |                                   |                            |                           |
| CLK 240                   | M112 E26                  | 2 596 cm3                 | 18                        | 125 kW / 170 ch à 5500/min    | 240 Nm à 4500 tr/min      | Coupé: 236 km/h Cabriolet : 232 km/h                                               | Coupé : 9,2 s / Cabriolet : 9,7 s | 06/2002–05/2005            | Coupé, Cabriolet          |
| CLK 280                   | M272 KE 30                | 2 996 cm3                 | 24                        | 170 kW / 231 ch à 6000/min    | 300 Nm à 2500-5000 tr/min | Coupé: 250 km/h Cabriolet : 250 km/h                                               | Coupé : 7,4 s / Cabriolet : 7,7 s | 06/2005–03/2010            | Coupé, Cabriolet          |
| CLK 320                   | M112 E32                  | 3 199 cm3                 | 18                        | 160 kW / 218 ch à 5700/min    | 310 Nm à 3000-4600 tr/min | Coupé: 244 km/h Cabriolet : 241 km/h                                               | Coupé : 7,9 s / Cabriolet : 8,2 s | 06/2002–05/2005            | Coupé, Cabriolet          |
| CLK 350                   | M272 KE 35                | 3 498 cm3                 | 24                        | 200 kW / 272 ch à 6000/min    | 350 Nm à 2500-4000 tr/min | Coupé: 250 km/h (bridage électronique) Cabriolet : 250 km/h (bridage électronique) | Coupé : 6,4 s / Cabriolet : 6,7 s | 06/2005–03/2010            | Coupé, Cabriolet          |
| V8 (8 cylindres en V)     |                           |                           |                           |                               |                           |                                                                                    |                                   |                            |                           |
| CLK 500                   | M113 E50                  | 4 966 cm3                 | 24                        | 225 kW / 306 ch à 5600 tr/min | 460 Nm à 2700–4250 tr/min | 250 km/h (bridage électronique)                                                    | Coupé: 6 s / Cabriolet : 6,1 s    | 06/2002–05/2006            | Coupé, Cabriolet          |
| CLK 500                   | M273 KE55                 | 5 461 cm3                 | 32                        | 285 kW / 388 ch à 6000 tr/min | 530 Nm à 2800–4800 tr/min | 250 km/h (bridage électronique)                                                    | Coupé : 5,2 s / Cabriolet : 5,3 s | 06/2006–03/2010            | Coupé, Cabriolet          |
| CLK 55 AMG                | M113 E55 EVO              | 5 439 cm3                 | 24                        | 270 kW / 367 ch à 5750 tr/min | 510 Nm à 4000 tr/min      | 250 km/h (bridage électronique)                                                    | Coupé : 5,2 s / Cabriolet : 5,4 s | 09/2002–05/2006            | Coupé                     |
| CLK 63 AMG                | M156 E63                  | 6 208 cm3                 | 32                        | 354 kW / 481 ch à 6800 tr/min | 630 Nm à 5000 tr/min      | 250 km/h (bridage électronique)                                                    | Coupé : 4,6 s / Cabriolet : 4,7 s | 06/2006–03/2010            | Coupé                     |
| CLK 63 AMG Black Series   | M156 E63                  | 6 208 cm3                 | 32                        | 373 kW / 507 ch à 6800 tr/min | 630 Nm à 5250 tr/min      | 300 km/h                                                                           | 4,3 s                             | 05/2007–05/2009            | Coupé                     |
| CLK DTM AMG               | M113 E55 ML               | 5 439 cm3                 | 24                        | 373 kW / 582 ch à 7200 tr/min | 800 Nm à 3500 tr/min      | 320 km/h                                                                           | 3,9 s                             | 06/2004–05/2006            | Coupé, Cabriolet          |

#### Motorisations diesel
| Modèle                    | Moteur                    | Injection                   | Turbo                     | Cylindrée                 | Puissance                     | Couple                    | Vitesse maximale                     | 0–100 km/h                        | Dates de commercialisation | Variantes                 |
| L4 (4 cylindres en ligne) | L4 (4 cylindres en ligne) | L4 (4 cylindres en ligne)   | L4 (4 cylindres en ligne) | L4 (4 cylindres en ligne) | L4 (4 cylindres en ligne)     | L4 (4 cylindres en ligne) | L4 (4 cylindres en ligne)            | L4 (4 cylindres en ligne)         | L4 (4 cylindres en ligne)  | L4 (4 cylindres en ligne) |
| ------------------------- | ------------------------- | --------------------------- | ------------------------- | ------------------------- | ----------------------------- | ------------------------- | ------------------------------------ | --------------------------------- | -------------------------- | ------------------------- |
| CLK 220 CDI               | OM 646 DE 22 LA           | Commonrail Diesel Injection | oui                       | 2 148 cm3                 | 110 kW / 150 ch à 4200 tr/min | 340 Nm à 2000 tr/min      | 221 km/h                             | 10,2 s                            | 01/2005–05/2009            | Coupé                     |
| L5 (5 cylindres en ligne) |                           |                             |                           |                           |                               |                           |                                      |                                   |                            |                           |
| CLK 270 CDI               | OM 612 DE 27 LA           | Commonrail Diesel Injection | oui                       | 2 685 cm3                 | 125 kW / 170 ch à 4200 tr/min | 400 Nm à 1800 tr/min      | 230 km/h                             | 9,2 s                             | 10/2002–05/2005            | Coupé                     |
| V6 (6 cylindres en V)     |                           |                             |                           |                           |                               |                           |                                      |                                   |                            |                           |
| CLK 320 CDI               | OM 642 DE 30 LA           | Commonrail Diesel Injection | oui                       | 2 987 cm3                 | 165 kW / 224 ch à 3800/min    | 415 Nm à 1400-3800 tr/min | Coupé: 246 km/h Cabriolet : 242 km/h | Coupé : 8,2 s / Cabriolet : 8,6 s | 01/2005–03/2010            | Coupé, Cabriolet          |

## Galerie

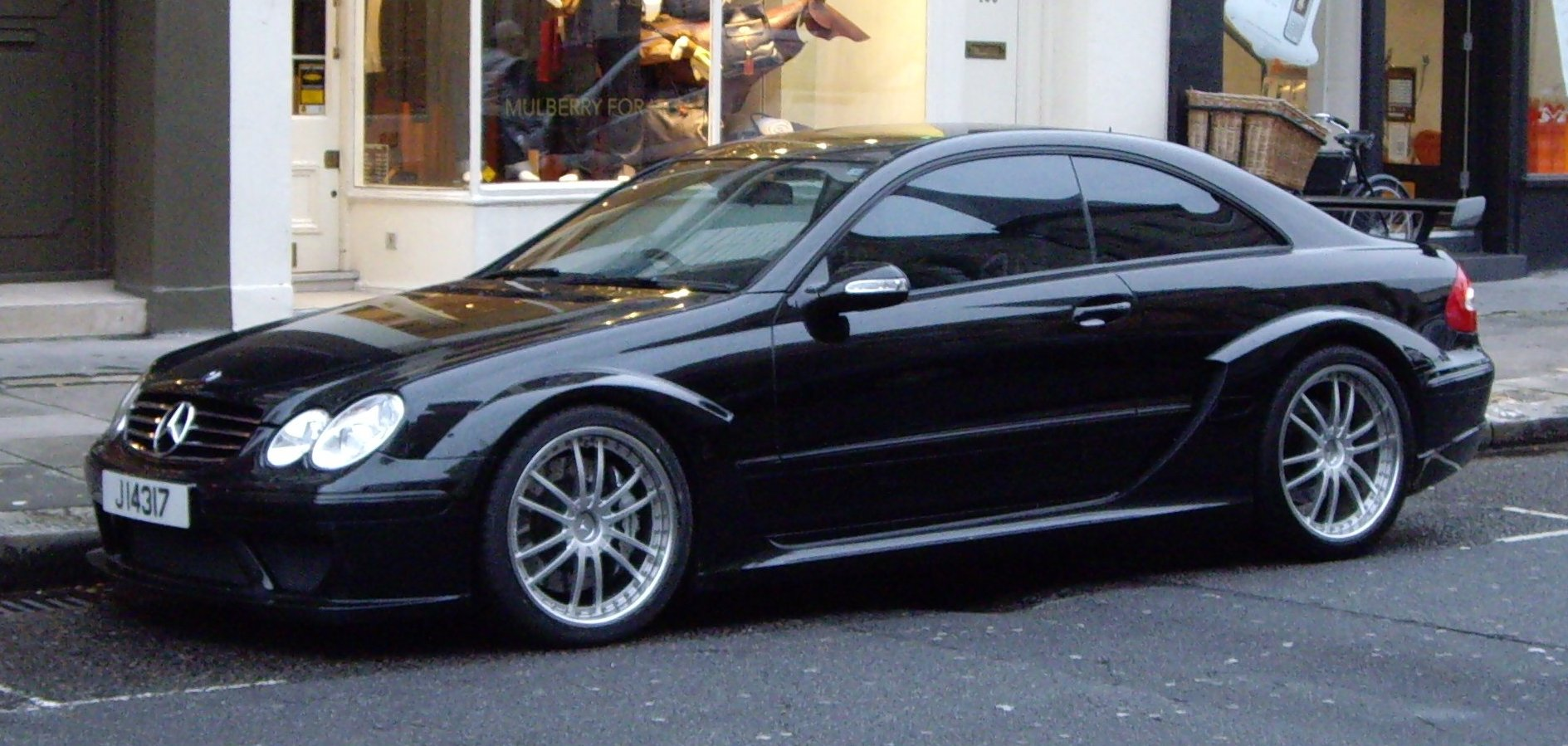
CLK II DTM AMG
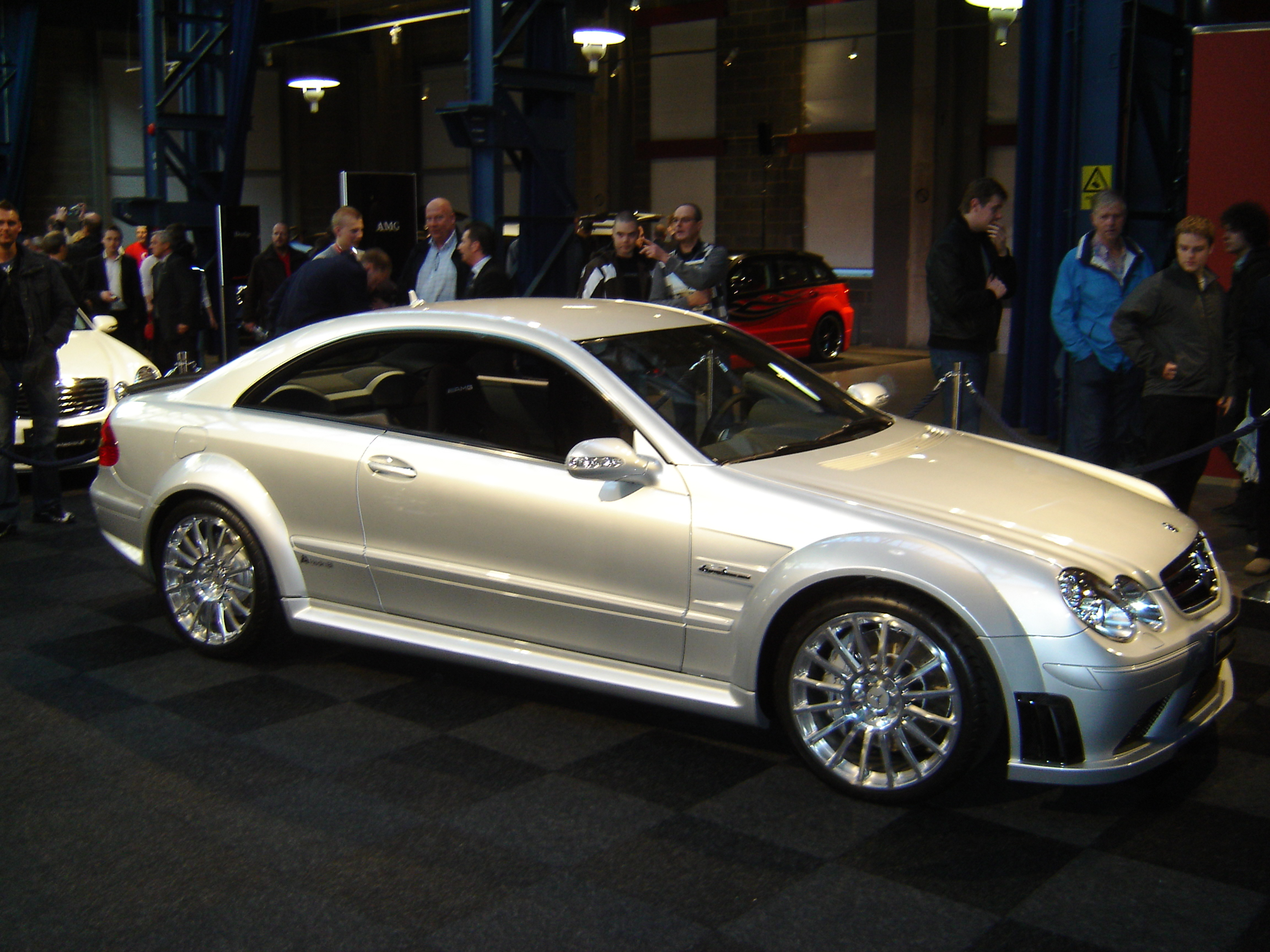
CLK II 63 AMG
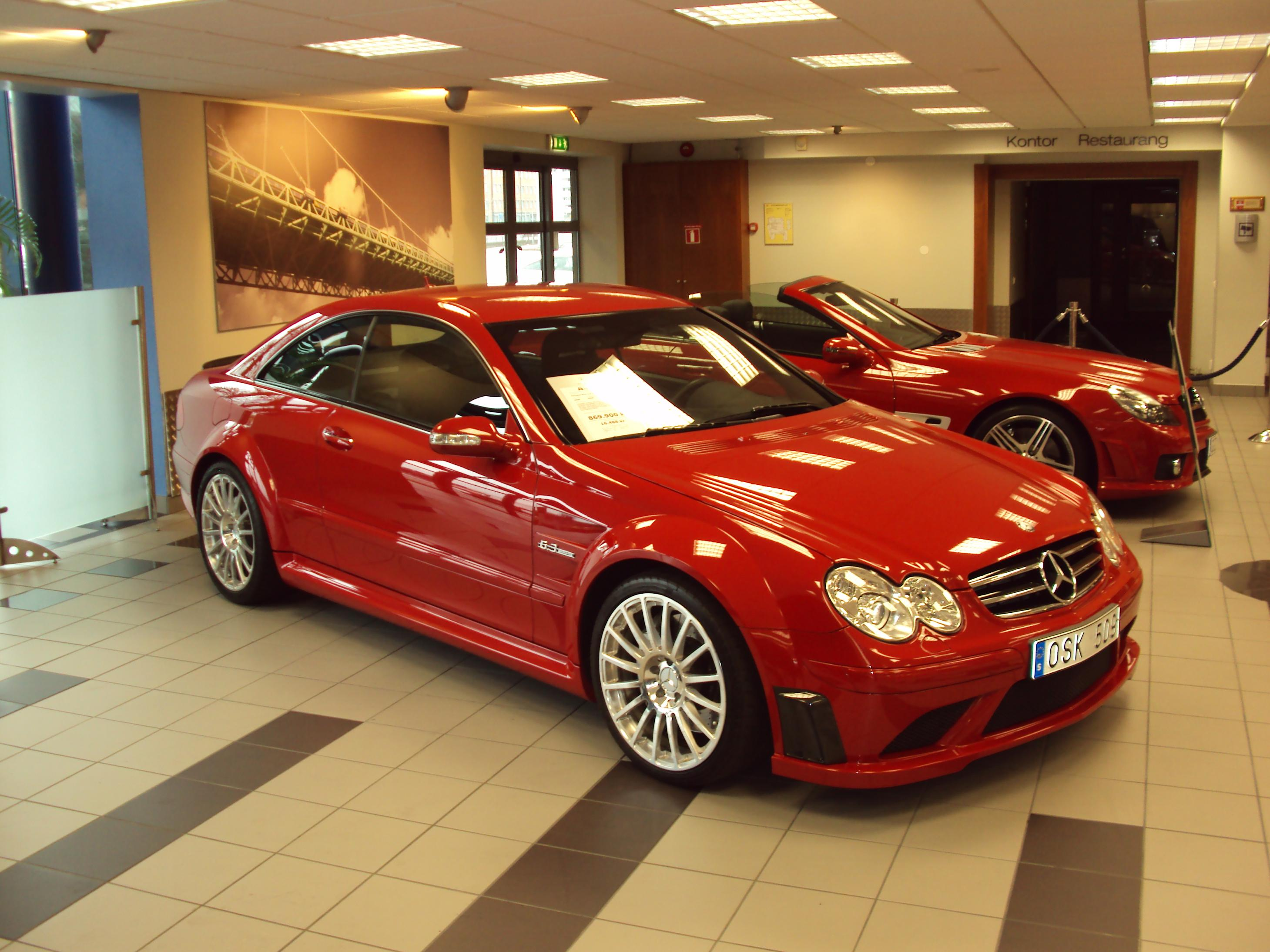
CLK II 63 AMG Black Series
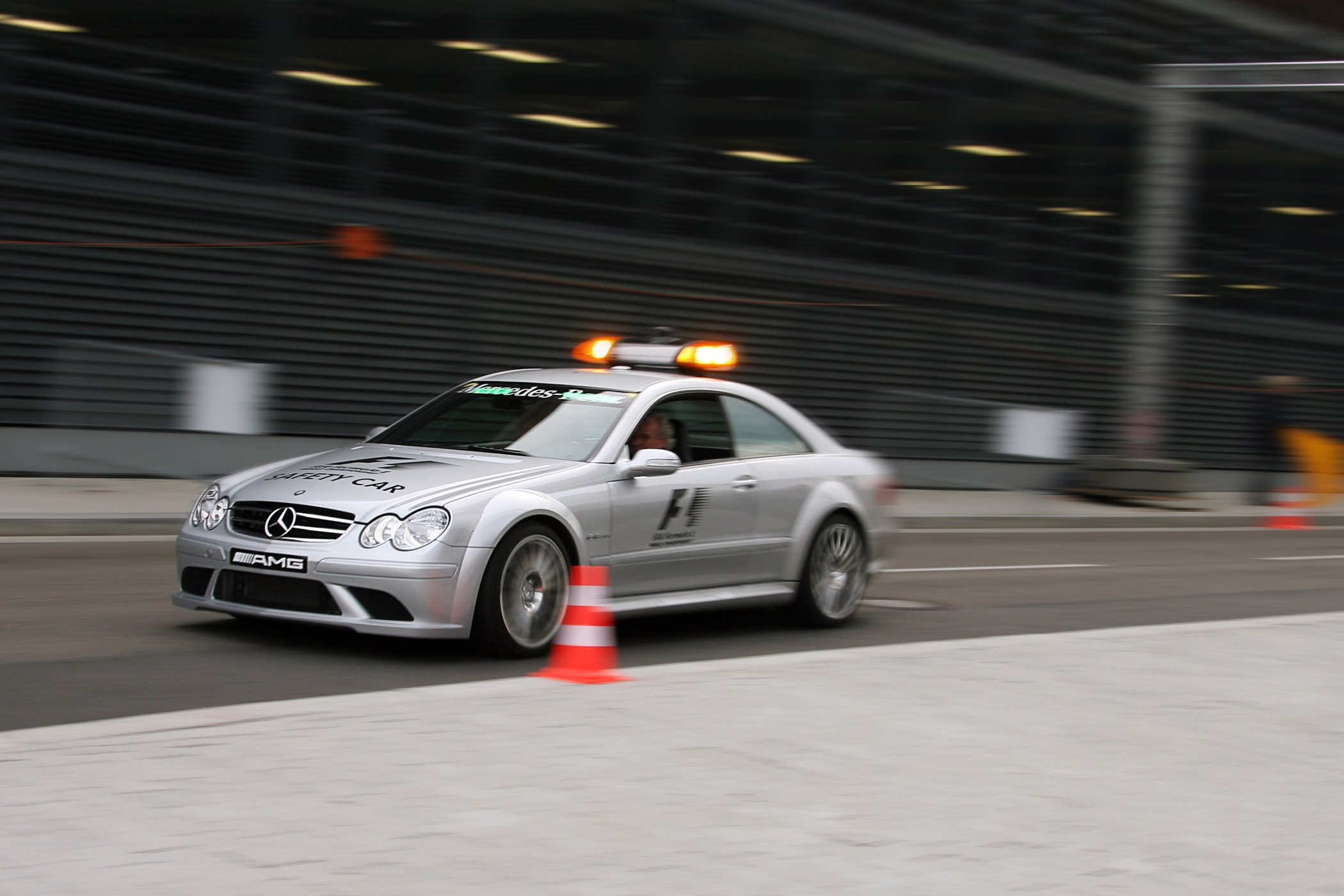
CLK II 55 AMG Safety Car
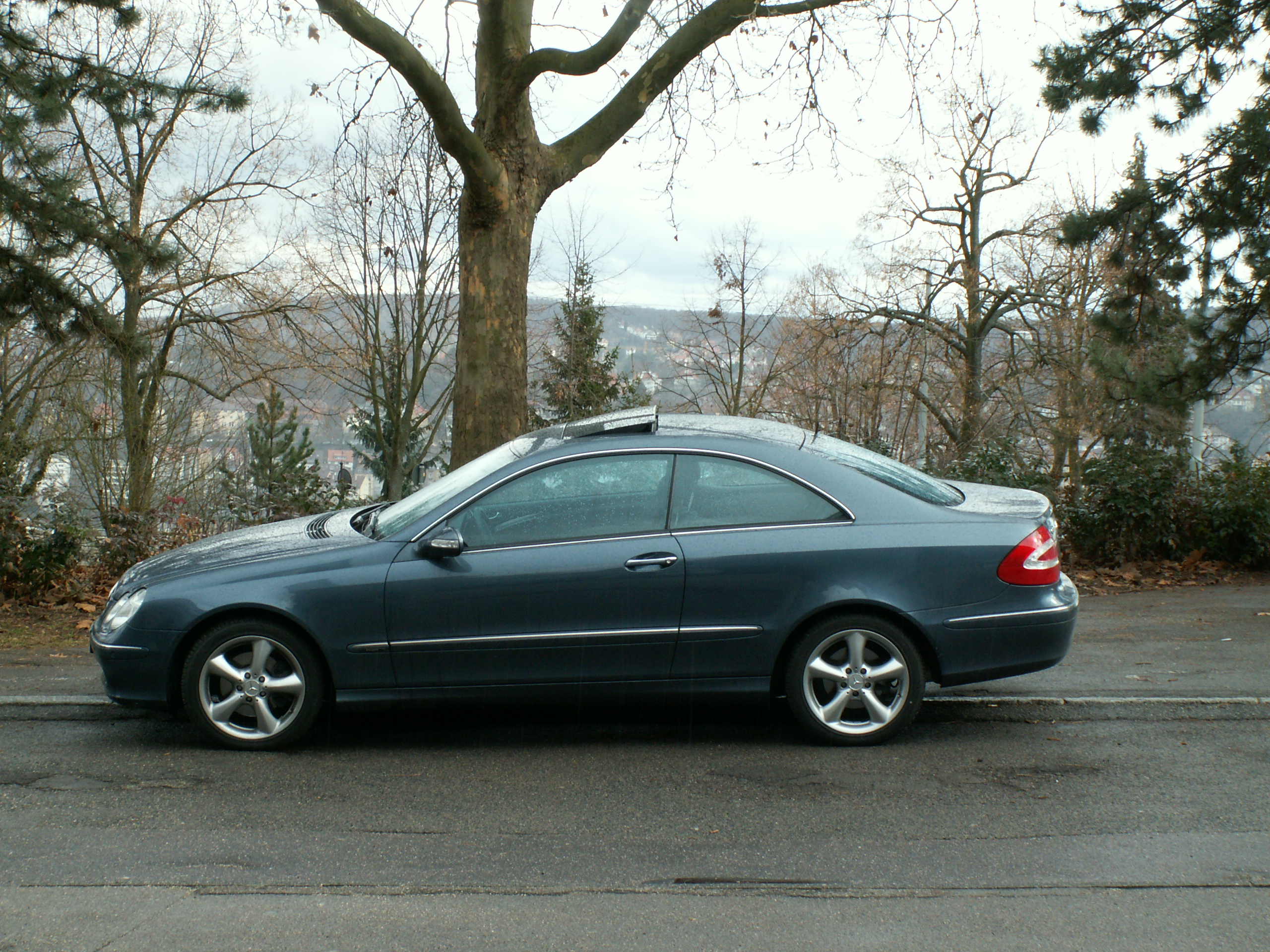
CLK II 270 CDI